# Gladiolus pungens
Gladiolus pungens är en irisväxtart som beskrevs av Paul Auguste Duvigneaud, Van Bockstal och S.Córdova. Gladiolus pungens ingår i släktet sabelliljor, och familjen irisväxter. Inga underarter finns listade i Catalogue of Life.